# Rieneck
Rieneck település Németországban, azon belül Bajorországban. Lakosainak száma 1941 fő (2023. december 31.). Rieneck Herrnwald, Burgsinn, Gräfendorf és Gemünden am Main községekkel határos.

## Népesség
A település népessége az elmúlt években az alábbi módon változott:
| Lakosok száma | 1500 | 2279 | 2201 | 2096 | 2064 | 2021 | 1984 | 1967 | 1915 | 1941 |
|               | 1875 | 1950 | 1975 | 1987 | 2012 | 2014 | 2016 | 2017 | 2021 | 2023 |